# Úhrov
Úhrov (německy Auerhof) je malá vesnice, část obce Kraborovice v okrese Havlíčkův Brod. Nachází se asi 1 km na severozápad od Kraborovic. V roce 2009 zde bylo evidováno 43 adres. V roce 2001 zde trvale žilo 49 obyvatel.
Úhrov je také název katastrálního území o rozloze 3,62 km2.

## Historie
V roce 1469 zde uzavřel mír v pobořeném domku Jiří z Poděbrad s Matyášem Korvínem.

## Pamětihodnosti a zajímavosti
- Barokní zámek z první poloviny 18. století, byl zapsán jako kulturní památka ČR, rejstříkové číslo v ÚSKP 20058/6-242.[7] Památkově je chráněn nejen samotný zámek (Úhrov čp. 1), ale dále např. čp. 6, barokní sýpka, alej a celá řada dalších objektů v areálu zámku.
- Úhrovská lípa nazývána též Jiříkova lípa, na počest krále Jiřího z Poděbrad, který zde dojednal mír s uherským králem Matyášem Korvínem.
- Barokní kaple svatého Antonína, též kaple svatého Antonína Paduánského  na vyvýšenině při severním okraji obce, kompletně opravena v letech 2013–2015. Kaple byla zapsána jako kulturní památka ČR, rejstříkové číslo v ÚSKP 44842/6-240.[8]
- Socha sv. Antonína z Padovy.
- Socha sv. Jana Nepomuckého - byla zapsána jako kulturní památka ČR 16.11.2019, rejstříkové číslo v ÚSKP 106439.
- Na severovýchodním okraji obce se nachází replika středověkého hradiště, která je využívána při každoročních „úhrovských slavnostech“ (v první polovině srpna).

## Fotogalerie

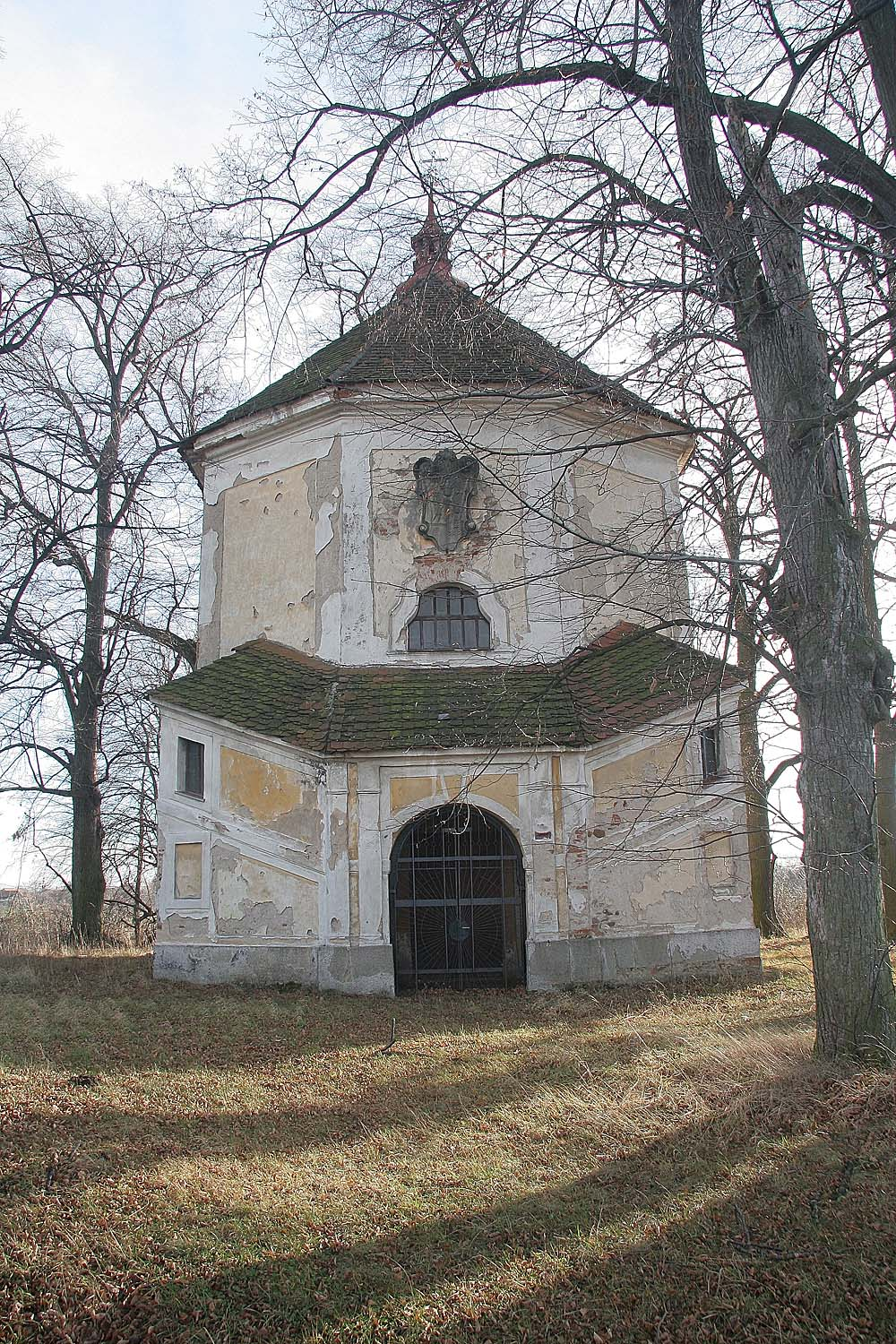
Kaple sv. Antonína Paduánského
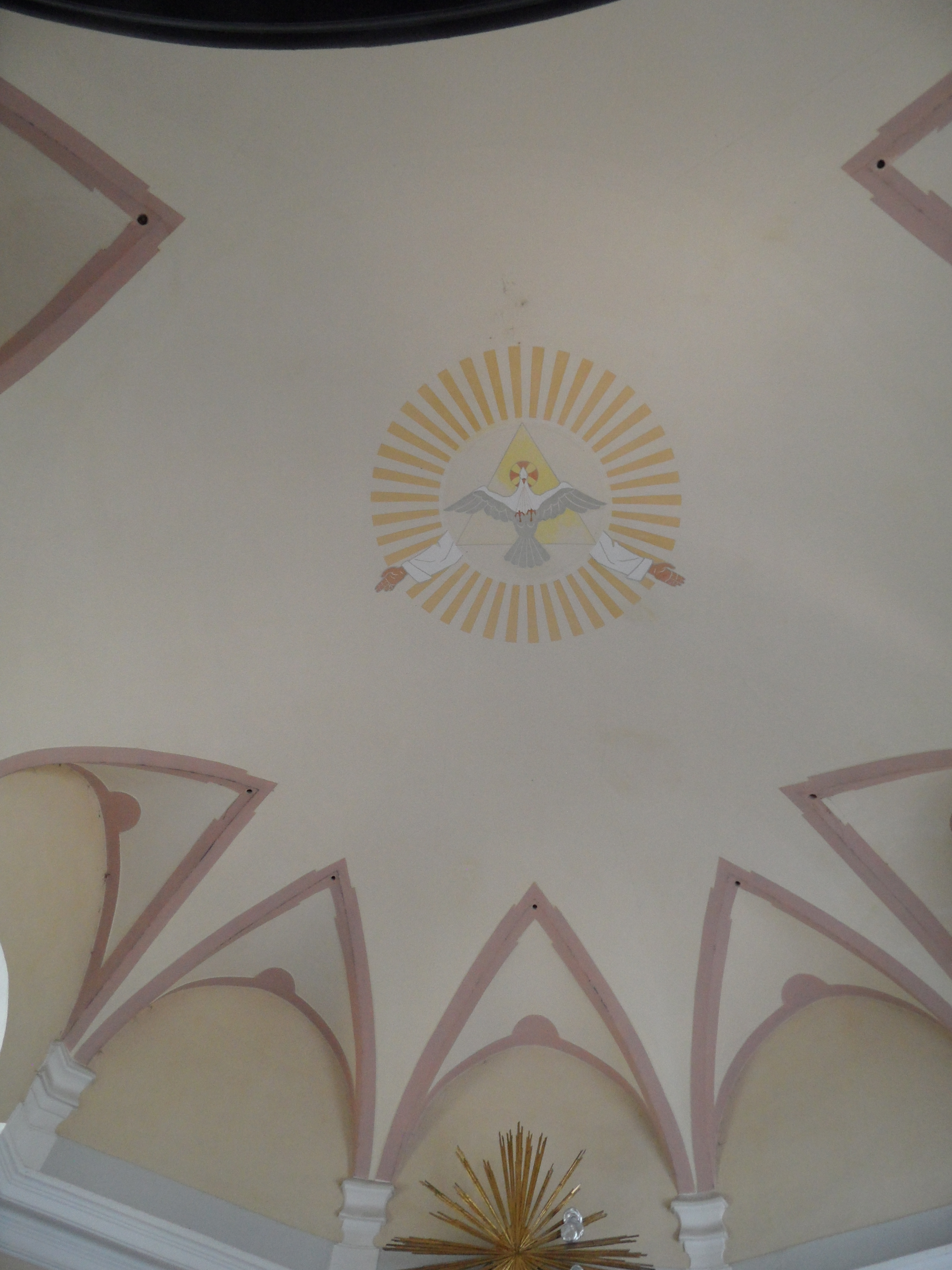
Interiér kaple: strop a klenba
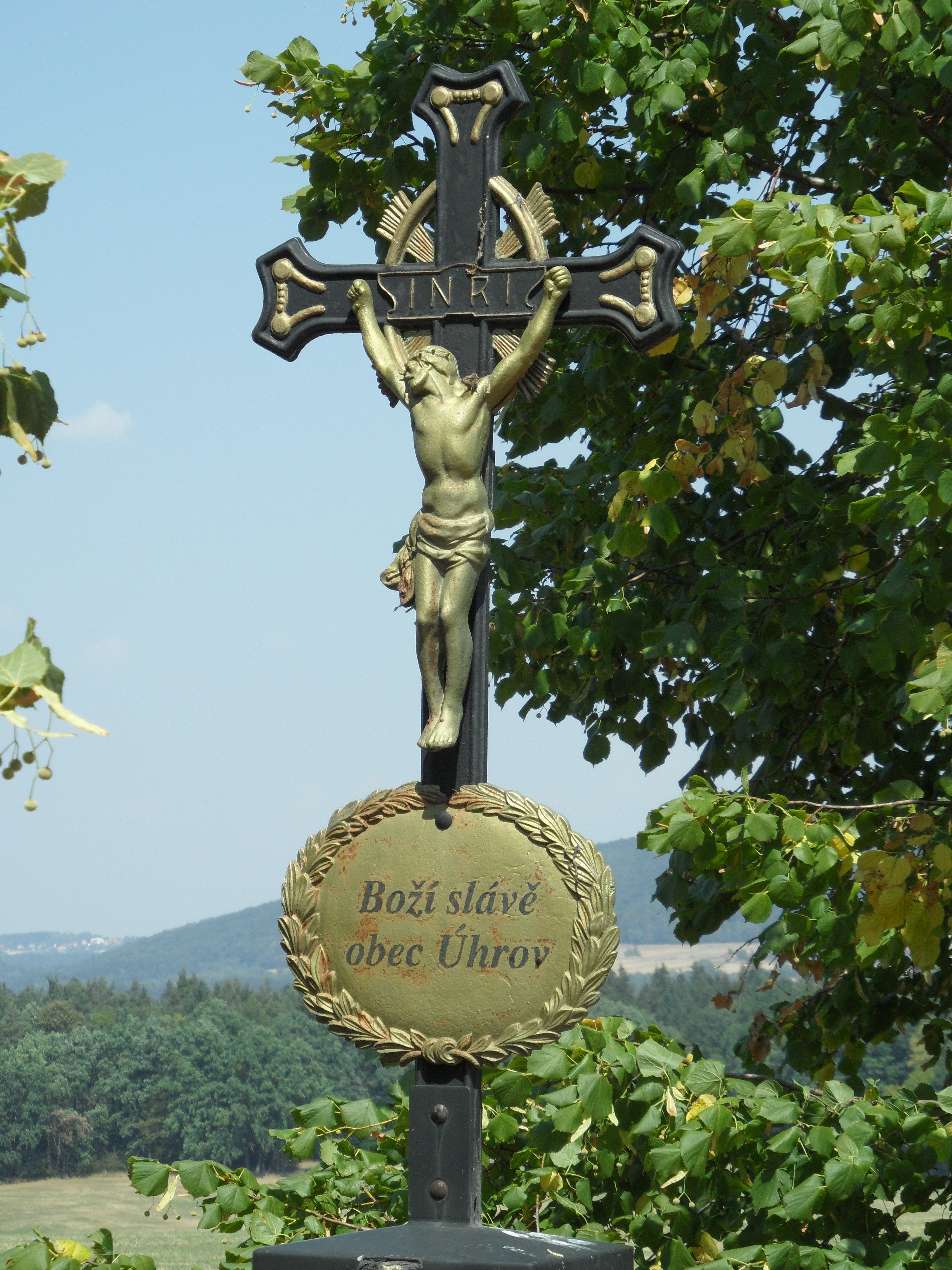
Detail křížku
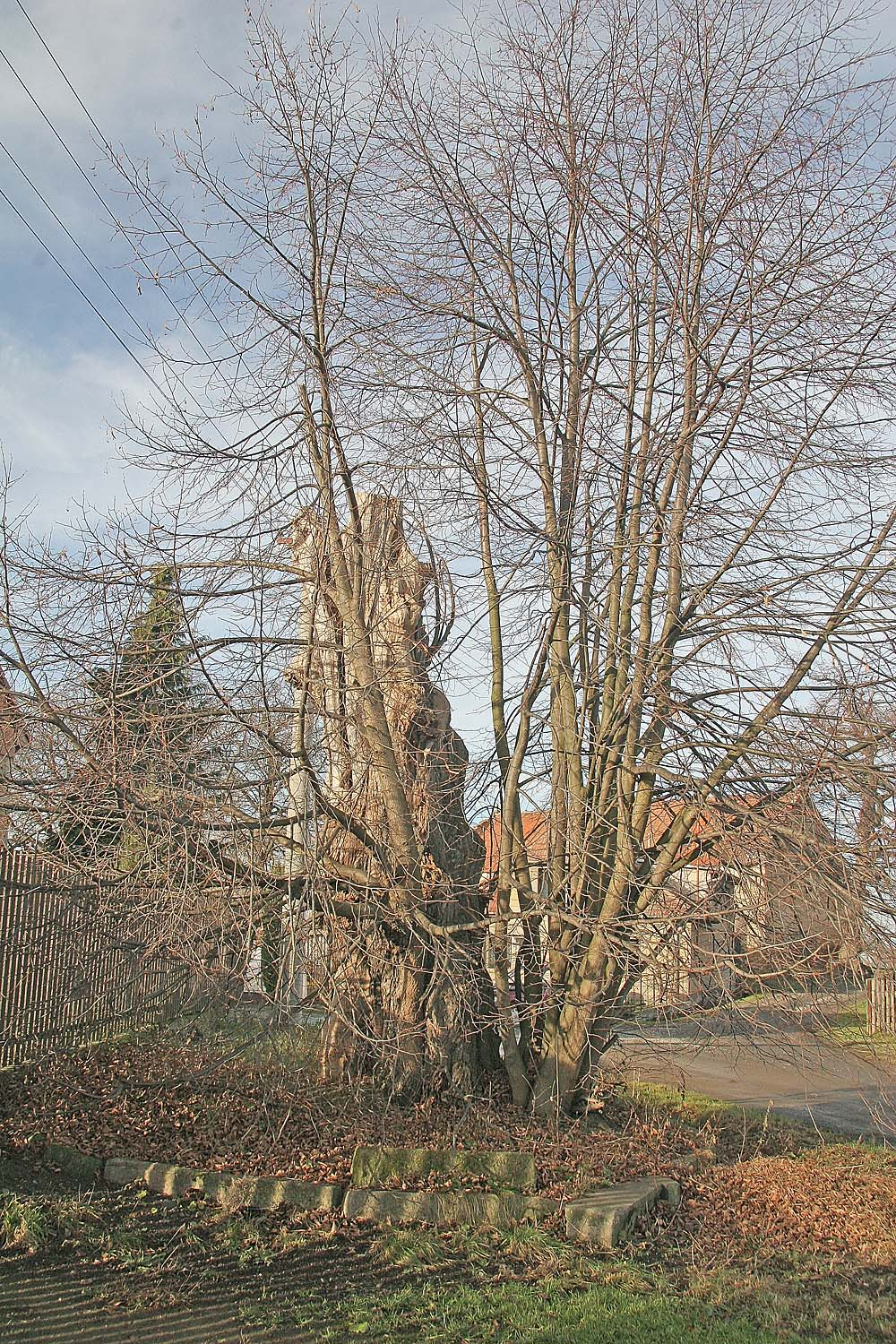
Úhrovská lípa